# Gertrud von Österreich-Toskana

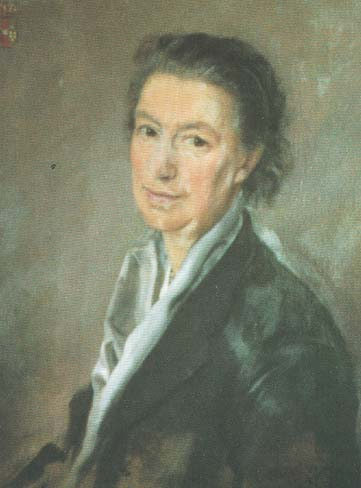
Ölgemälde von Erzherzogin Gertrud

Gertrud Maria Gisela Elisabeth Ignatia von Österreich (* 19. November 1900 in Wallsee; † 20. Dezember 1962 in Ravensburg) war bis 1918 eine Erzherzogin von Österreich.

## Leben

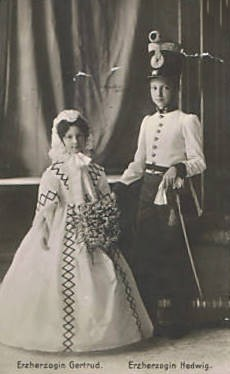
Gertrud und Hedwig in Kostümen für ein Festspiel 1908

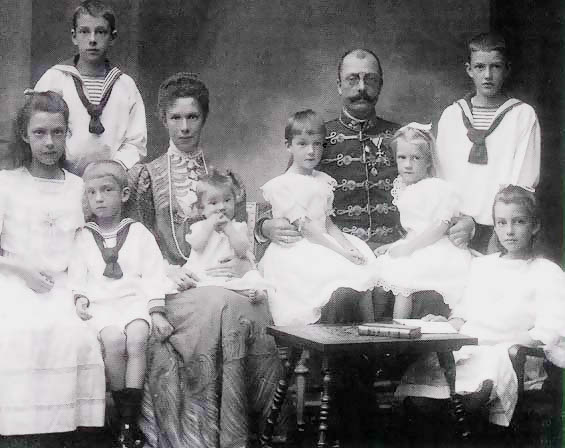
Gertrud mit ihren Eltern und Geschwistern, Gertrud auf dem Schoß des Vaters rechts (Foto für die öffentliche Presse um 1905)

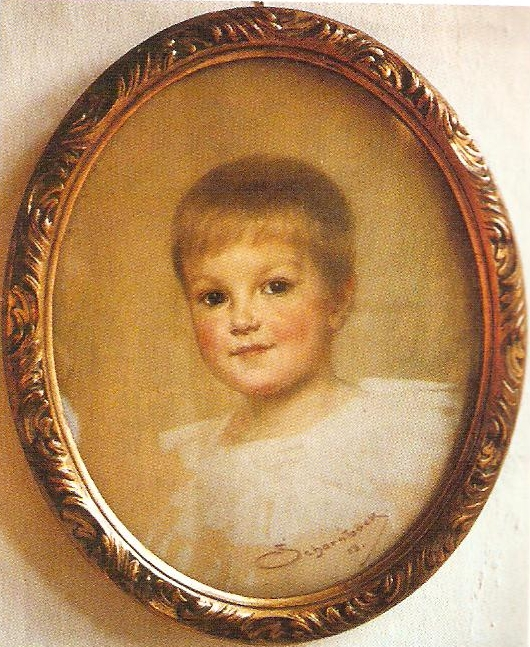
Gertrud im Alter von drei Jahren, gemalt von Alois Schornböck

Gertrud war eine Tochter von Erzherzog Franz Salvator von Österreich-Toskana und Erzherzogin Marie Valerie von Österreich und damit eine Enkelin von Kaiser Franz Joseph I. und Kaiserin Elisabeth von Österreich-Ungarn.
Sie wurde am 23. November 1900 in der Schlosskapelle von Wallsee unter Beisein des Kaisers auf den Namen Gertrude Maria Gisela Elisabeth Ignatia getauft. Taufpatin war Prinzessin Gisela von Bayern, die Schwester ihrer Mutter. Ihre Erzieherin war Elsa Köhler.
Der Hofmaler Alois Schornböck fertigte im Jahre 1903 ein Porträt der dreijährigen Gertrud an. Das ovale Ölgemälde befindet sich in Privatbesitz.
Im August 1908 führt Gertrud gemeinsam mit ihren Geschwistern ein Festspiel zum Geburtstag des Kaisers in dessen Ischler Sommervilla auf.
Die Erstkommunion feierte Gertrud gemeinsam mit ihrer Schwester Marie im Dezember 1911.
1930 war Gertrud maßgeblich am Zustandekommen des Buches „Briefe Kaiser Franz Josef an seine Mutter 1838–1872“ beteiligt, das Franz Schnürer herausgab.
Sie heiratete Georg Graf von Waldburg zu Zeil und Hohenems, den Witwer ihrer Schwester Ella, am 29. Dezember 1931 in Bad Ischl, Österreich. Sie trug danach den Namen Gertrud Gräfin von Waldburg zu Zeil und Trauchburg.
Das Paar hatte zwei gemeinsame Kinder.
Gertrud lebte nach der Heirat mit ihrer Familie auf Schloss Syrgenstein. Ihr Archiv mit Dokumenten und Briefen der kaiserlichen Familie wurde von Historikern und Autoren wie etwa Egon Caesar Conte Corti oder Richard Sexau verwendet und in den Werken gewürdigt.
In diesem Archiv befand sich auch das Tagebuch von Erzherzogin Marie Valerie, das in einer Danksagung von Egon Caesar Corti eigens erwähnt wird. Ebenso waren in diesem Archiv Briefe von Kaiser Franz Joseph an seine Mutter aufbewahrt.
Gertrud starb am 20. Dezember 1962 mit 62 Jahren im oberschwäbischen Ravensburg.

## Wissenswertes
In den Briefen Kaiser Franz Josephs an Katharina Schratt ist zu lesen: Auch Valerie fand ich in ihrem Bette sehr wohl. Die neugeborene kleine Gertrude ist vielleicht etwas weniger häßlich, wie die neugeborenen Kinder es …
Marie Valerie schrieb 1884 unter Anleitung ihres Lehrers Heinrich Reinhart eine kleine Komödie für zwei Personen. Der Einakter hieß Adelheid und Gertrud und wurde von Marie Valerie selbst und ihrer Cousine Marie Louise von Larisch-Wallersee aufgeführt. Die Figur dieser Gertrud hat sie später zur Namensgebung ihres Kindes angeregt.

## Trivia
Gertrud stand im Jahr 1961 auf dem Platz 1095 einer hypothetischen britischen Thronfolge, die den Ausschluss von Katholiken, wie er im Act of Settlement festgelegt wurde, ignoriert.
Im Hauptstaatsarchiv Stuttgart ist ein Telegramm enthalten, in dem auch Gertrud genannt wird.

## Kinder
- Sophie (* 5. Dezember 1932), ⚭ Wessel Freiherr von Loë (* 1928)
- Joseph (* 12. April 1934), ⚭ Maria Benedikta von Redwitz (* 12. April 1937)

## Presseberichte
- Kleine Chronik – Erzherzogin Marie Valerie. In: Neue Freie Presse, 19. November 1900, S. 4 (online bei ANNO).
- Entbindung. In: Das Vaterland, 20. November 1900, S. 4 (online bei ANNO).
- Hof und Gesellschaft. In: Sport & Salon, 22. November 1900, S. 2 (online bei ANNO).
- Taufe. In: Das Vaterland, 23. November 1900, S. 4 (online bei ANNO).
- Familie der Erzherzogin Marie Valerie mit ihren Kindern am Titelblatt. In: Sport & Salon, 16. September 1905, S. 1 (online bei ANNO).
- Familie der Erzherzogin Marie Valerie. In: Sport & Salon, 28. November 1908, S. 4 (online bei ANNO).
- Hochzeit von Gertruds Schwester Hedwig auf Schloss Wallsee, Gertrud in der zweiten Reihe stehend . In: Sport & Salon, 5. Mai 1918, S. 1 (online bei ANNO).

## Erwähnungen
- Egon Caesar Conte Corti: Elisabeth, „die seltsame Frau“. Nach dem schriftlichen Nachlass der Kaiserin, den Tagebüchern ihrer Tochter und sonstigen unveröffentlichten Tagebüchern und Dokumenten. Weltbild Verlag, Augsburg 2003, ISBN 3-8289-0548-X (früherer Titel: Sissi – Glück und Tragödie einer großen Kaiserin)
- C. Arnold McNaughton: The Book of Kings: A Royal Genealogy, in 3 volumes (London, U.K.: Garnstone Press, 1973), volume 1 Seite 375.
- Egon Caesar Corti, Hans Hugo Sokol: Der alte Kaiser, Franz Joseph I. 1955 – Seite vi
- Richard Sexau: Fürst und Arzt, Dr. med. Herzog Carl Theodor in Bayern: Schicksal zwischen Wittelsbach und Habsburg. Styria Verlag, Graz 1963 – Seite xii
- Egon Caesar Corti, Hans Hugo Sokol: Der alte Kaiser, Franz Joseph I., vom Berliner Kongress bis zu seinem Tode. Seite 29